# Pierre Trentin
Pierre Trentin (Créteil, 15 maggio 1944) è un ex pistard francese.
Ha partecipato a quattro edizioni dei giochi olimpici (1964, 1968, 1972 e 1976) conquistando quattro medaglie.

## Palmarès
Olimpiadi
- 4 medaglie:
  - 2 ori (Km da fermo a Città del Messico 1968; tandem a Città del Messico 1968)
  - 2 bronzi (km da fermo a Tokyo 1964; velocità individuale a Città del Messico 1968)

Mondiali
- 11 medaglie:
  - 3 ori (velocità a Parigi 1964; chilometro a Francoforte 1966; tandem a Francoforte 1966)
  - 3 argenti (velocità a Francoforte 1966; tandem a Amsterdam 1967; velocità a Amsterdam 1967)
  - 5 bronzi (velocità a Milano 1962; velocità a Rocourt 1963; tandem a Brno 1969; tandem a Varese 1971; chilometro a Varese 1971)